# L’Étoile (Jura)
L’Étoile – miejscowość i gmina we Francji, w regionie Burgundia-Franche-Comté, w departamencie Jura.
Według danych na rok 1990 gminę zamieszkiwały 512 osoby, a gęstość zaludnienia wynosiła 84 osoby/km² (wśród 1786 gmin Franche-Comté Etoile plasuje się na 307. miejscu pod względem liczby ludności, natomiast pod względem powierzchni na miejscu 718.).